# Anzelm Dobromir Krysiński
Anzelm Dobromir Krysiński (ur. 1836, zm. 28 marca 1885 w Warszawie) – architekt i budowniczy.
Urodził się w Chrząstowie pow. włoszczowski gub. radomska jako syn Andrzeja i Wiktorii z Zaborskich. Był uczniem Gimnazjum Realnego a następnie Szkoły Sztuk Pięknych w Warszawie, na Oddziale Budownictwa. Na studiach odbierał na grody na zakończenie roku w latach 1855, 1856 i 1857. Studia zakończył z odznaczeniem w roku 1859. W latach 1860–1962 odbył podróż po Europie jako stypendysta, zwiedzał Włochy, Paryż, Londyn i Niemcy. Osiadł w Warszawie.
Dwukrotnie żonaty najpierw z Zofią Nowakowską (akt ślubu Warszawa Św. Krzyż 1866/300), owdowiawszy w roku 1877 ożenił się po raz drugi z Zofią Boretti (akt ślubu Warszawa Wszystkich Świętych 1880/244).

## Ważniejsze prace
- Ozdabianie sal Ratusza Warszawskiego pod kierunkiem Józefa Orłowskiego
- dom rzemieślników przy ul Pańskiej wg projektu Henryka Marconiego
- dom przy Żurawiej 27
- rekonstrukcja pałacu w Złoczewie w woj. sieradzkim
- 1868 zabudowania zarządu cmentarza na Powązkach pod kierunkiem F.W. Zygadlewicza
- dom Zamoyskiego przy ulicy Widok
- gmach szkoły technicznej na Pradze
- dom przy ulicy Wilczej dla dr Szancera
- domy dla pracowników warszawskiego tow. Eksploatacji Węgla
- dom dla robotników przy ul Siennej